# Katedra św. Pawła w Londynie
Katedra Świętego Pawła (ang. St Paul’s Cathedral) – jeden z najbardziej znanych kościołów anglikańskich w Wielkiej Brytanii i budowli Londynu. Jego budowę ukończono w 1710. Znajduje się w centrum londyńskiej dzielnicy City of London i formalnie pełni funkcję głównej świątyni tej dzielnicy. Pieczę nad nim sprawuje bezpośrednio lord major.

## Charakterystyka
Katedra świętego Pawła była budowana jako symbol odrodzenia Londynu i cechuje ją rozmach i monumentalność, ustępuje ona jednak swoimi rozmiarami watykańskiej bazylice Świętego Piotra. Ma około 158 metrów długości i około 75 metrów szerokości. Wysokość budowli mierzona od posadzki do końca krzyża umieszczonego na kopule wynosi 111 metrów. Budowlę wieńczy kopuła o średnicy 34 metrów, która jest jednym z najbardziej charakterystycznych elementów architektury Londynu.
Wewnątrz katedry znajduje się kilka galerii. Największą popularnością cieszy się Stone Gallery, z której rozpościera się rozległy widok na zakole Tamizy. Druga galeria – Galeria Szeptów (Whispering Gallery) – jest znana ze świetnej akustyki, umożliwiającej porozumiewanie się szeptem z odległości 30 m.
Nabożeństwa odbywają się codziennie wieczorem, a także w niedziele i Boże Narodzenie – to jedyna okazja, by zobaczyć katedrę bezpłatnie.

## Organy
W katedrze znajdują się organy, będące trzecimi co do wielkości pod względem liczby piszczałek (7189) organami w Wielkiej Brytanii. Organy zostały zamówione u Bernarda Smitha w 1694 r.  i są wyposażone w 5 manuałów, 189 rzędów piszczałek i 138 głosów. Całość zamknięta jest we wspaniałej obudowie zaprojektowanej w warsztacie Christophera Wrena i ozdobionej przez Grinlinga Gibbonsa, znanego brytyjsko-holenderskiego rzeźbiarza.

## Chór
W katedrze funkcjonuje chór, składający się głównie z mężczyzn i chłopców, których można usłyszeć podczas niektórych nabożeństw. Podczas roku szkolnego chór śpiewa podczas nabożeństwa wieczornego 5 razy w tygodniu, podczas poniedziałkowej mszy można usłyszeć chór występujący gościnie, natomiast podczas czwartkowej mszy śpiewają chórzyści z the Vicars Choral bez udziału młodych chórzystów. W niedziele chór śpiewa podczas Jutrzni i Eucharystii.
Najwcześniejsze zapiski o chórze pochodzą z 1127 r.
W chwili obecnej chór składa się z ok. 30 chłopców – chórzystów, 8 stażystów,  chóru the Vicars Choral czyli 12 mężczyzn, którzy są profesjonalnymi śpiewakami.

## Historia

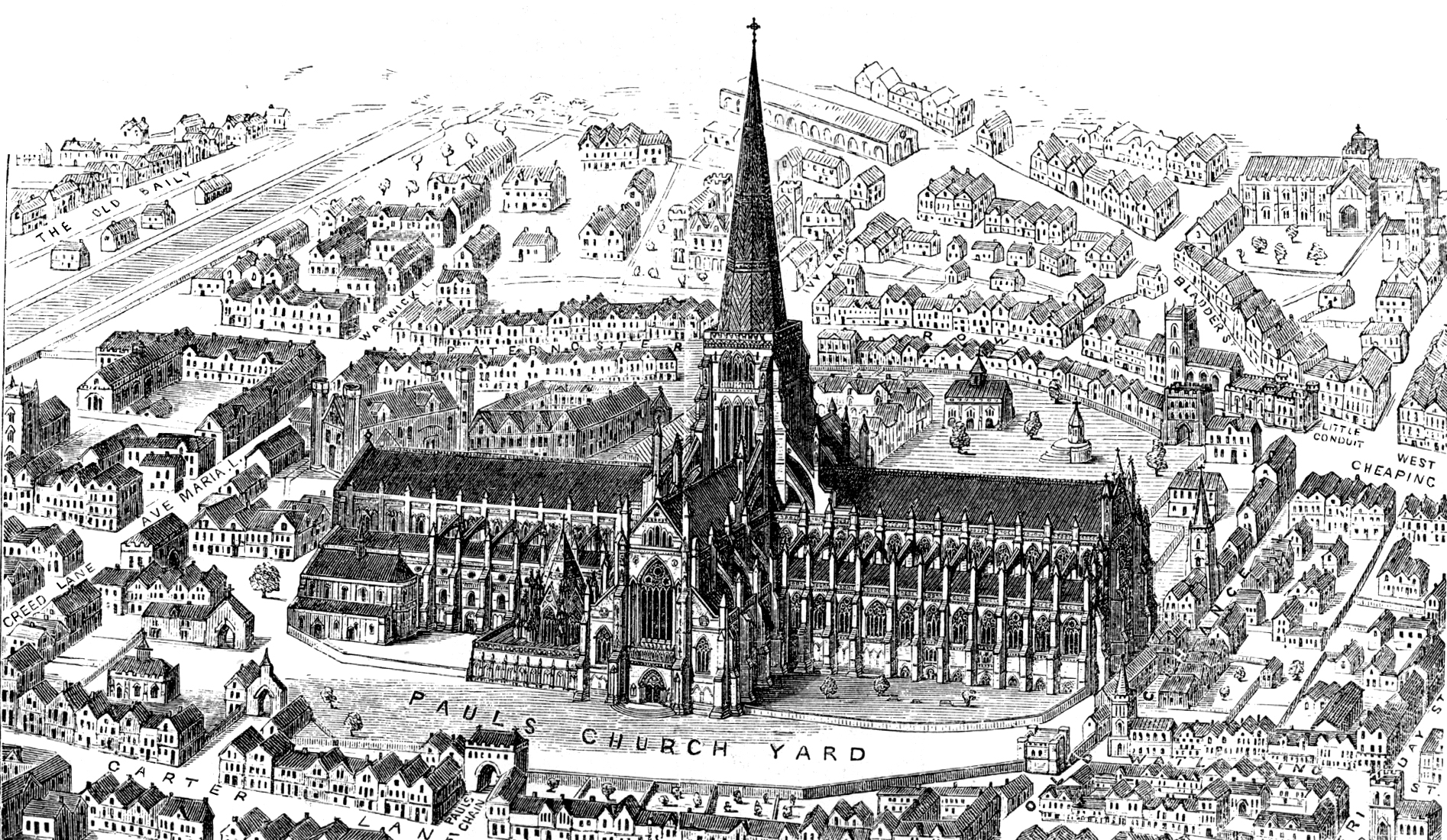
Rekonstrukcja wyglądu katedry przed 1561

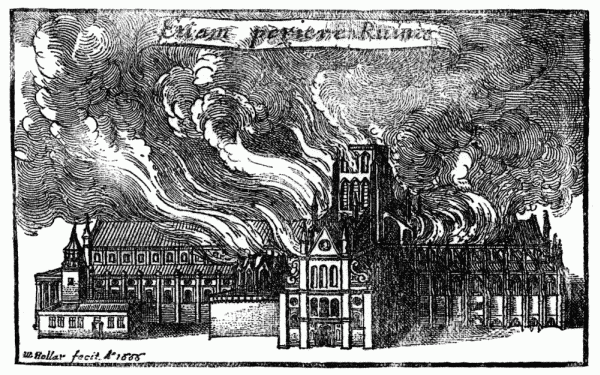
Katedra płonie w czasie wielkiego pożaru Londynu w 1666 r. Rys. z epoki Václava Hollara

Katedra ta powstała pierwotnie na gruzach rzymskiej świątyni, wybudowanej niegdyś ku czci cesarza Klaudiusza. Normańska katedra była większa od obecnej i stanowiła największą świątynię ówczesnej Europy. Nie omijały jej pożary. Iglica została zniszczona przez piorun, wnętrze zostało splądrowane, a mury były w złym stanie. Katedra spłonęła ostatecznie podczas wielkiego pożaru Londynu w 1666 r.
Podjęto decyzję o budowie nowej katedry w stylu klasycyzującego baroku i rozpoczęto ją w roku 1675 pod nadzorem angielskiego architekta, Sir Christophera Wrena. Budowę zakończono po 35 latach, już pod kierunkiem syna Christophera Wrena, w roku 1710, chociaż pierwsze nabożeństwo odprawiono 2 grudnia 1697 roku. W 1852 roku na dziedzińcu katedry odnaleziono runiczny nagrobek.
Katedra była miejscem wielu słynnych pogrzebów (np. admirała Nelsona, księcia Wellingtona, Winstona Churchilla i Margaret Thatcher). Pogrzeby, śluby i inne ceremonie kościelne brytyjska rodzina królewska organizuje zazwyczaj w Westminster Abbey, ale to w katedrze św. Pawła odbył się ślub księcia Walii – Karola Windsora i lady Diany Spencer.

## W kulturze
- W filmie Zabójcze maszyny Londyn jest ruchomym miastem w kształcie stożka, względnie podobnym do oryginału. A na jego szczycie jest katedra św. Pawła. Nie jest już świątynią, a pracownią inżynierów wojennych.
- W nagrodzonej Nebulą i Hugo noweli Praktyka dyplomowa autorstwa Connie Willis wysłany w przeszłość praktykant ląduje w Londynie podczas niemieckich bombardowań i pełni dyżury na dachu katedry.